# Terry Kinney
Pour les articles homonymes, voir Kinney.
Terry Kinney est un acteur et réalisateur américain, né le 29 janvier 1954 à Lincoln (Illinois).

## Biographie
Au milieu des années 1970, il fonde avec ses amis du lycée Jeff Perry et Gary Sinise le Steppenwolf Theatre Company (en) dans le sous-sol d'une église de Highland Park,.

### Vie privée
Épouse Elizabeth Perkins (27 mars 1984 – 10 octobre 1988 ; divorcé), remarié avec Kathryn Erbe (1993 – 2006 ; divorcé). Deux enfants : Maeve née en 1995 et Carson Lincoln, né en 2003.

## Filmographie

### Cinéma
- 1985 : Seven Minutes in Heaven de Linda Feferman : Bill the Photographer
- 1986 : Sans pitié (No Mercy) : Paul Deveneux
- 1987 : A Walk on the Moon (1987) : Lew Ellis
- 1988 : Rien à perdre (Miles from Home) : Mark
- 1991 : Queens Logic : Jeremy
- 1991 : Talent for the Game : Gil Lawrence
- 1992 : Le Dernier des Mohicans (The Last of the Mohicans) : John Cameron
- 1993 : Body Snatchers : Steve Malone
- 1993 : La Firme (The Firm) : Lamar Quinn
- 1995 : Le Diable en robe bleue (Devil in a Blue Dress) : Todd Carter
- 1996 : White Lies : Richard
- 1996 : L'Envolée sauvage (Fly Away Home) : David Alden
- 1996 : Sleepers : Ralph Ferguson
- 1998 : Luminous Motion : Pedro
- 1999 : Oxygen : Capt. Tim Foster
- 1999 : The Young Girl and the Monsoon : Hank
- 2000 : Chez les heureux du monde (The House of Mirth) : George Dorset
- 2001 : Save the Last Dance : Roy Johnson
- 2002 : Le Projet Laramie (The Laramie Project) : Dennis Shepard
- 2003 : House Hunting : Hogue
- 2004 : Focus Group : Bob Sadler
- 2005 : The Game of Their Lives : Dent McSkimming
- 2005 : Runaway : Dr Maxim
- 2012 : Promised Land
- 2017 : November Criminals de Sacha Gervasi : Principal Karlstadt
- 2018 : 22 Miles (Mile 22) de Peter Berg : Johnny Porter
- 2019 : Extremely Wicked, Shockingly Evil and Vile de Joe Berlinger : Détective Mike Fisher
- 2021 : Une affaire de détails (The Little Things) de John Lee Hancock : Capitaine Carl Farris

### Télévision
- 1987 : Murder Ordained (série télévisée) : Pastor Tom Bird
- 1990 : Kojak: None So Blind (série télévisée)
- 1991 : The Grapes of Wrath (série télévisée) : Reverend Jim Casey
- 1992 : Deadly Matrimony (série télévisée) : Jim Mihkalik
- 1993 : J. F. K. : Le Destin en marche (J.F.K.: Reckless Youth) (série télévisée) : Joseph P. Kennedy
- 1995 : The Good Old Boys (série télévisée) : Walter Calloway
- 1996 : Critical Choices (série télévisée) : Lloyd
- 1997 : Oz (série télévisée) : Tim McManus
- 1997 : George Wallace : Billy Watson
- 1998 : Acrophobie (Don't Look Down) (série télévisée) : Dr Paul Sadowski
- 1999 : That Championship Season (série télévisée) : James Daly
- 2001 : Une vie pour une vie (Midwives) (série télévisée) : Rand Danforth
- 2005 : Amber Frey: Witness for the Prosecution (série télévisée) : Détective Neil O'Hara
- 2008 : La Loi de Canterbury (série télévisée) : Zach Williams
- 2009 : The Unusuals (série télévisée) : Harvey Brown
- 2010 : Mentalist (série télévisée - Saison 2, épisodes 1 à 8) : Sam Bosco
- 2011 : Being Human (US) (série télévisée - Saison 1 ; épisodes 10,11,13) : Hegeman
- 2012 : NYC 22 (série télévisée) : Daniel "Yoda" Dean
- 2013 : Elementary (série télévisée) : Martin Ennis
- 2014 : Black Box (série télévisée) : Dr. Owen Morely
- 2015 : Show Me a Hero (série télévisée) : Peter Smith
- 2015 : Fargo (série télévisée) : Chef Gibson
- 2016 : Billions (série télévisée) : Hal
- 2016 - 2017 : Good Behavior (série télévisée) : Christian Woodhill

### Réalisateur
- 2004 : Found in the Street